# Pavel Janák

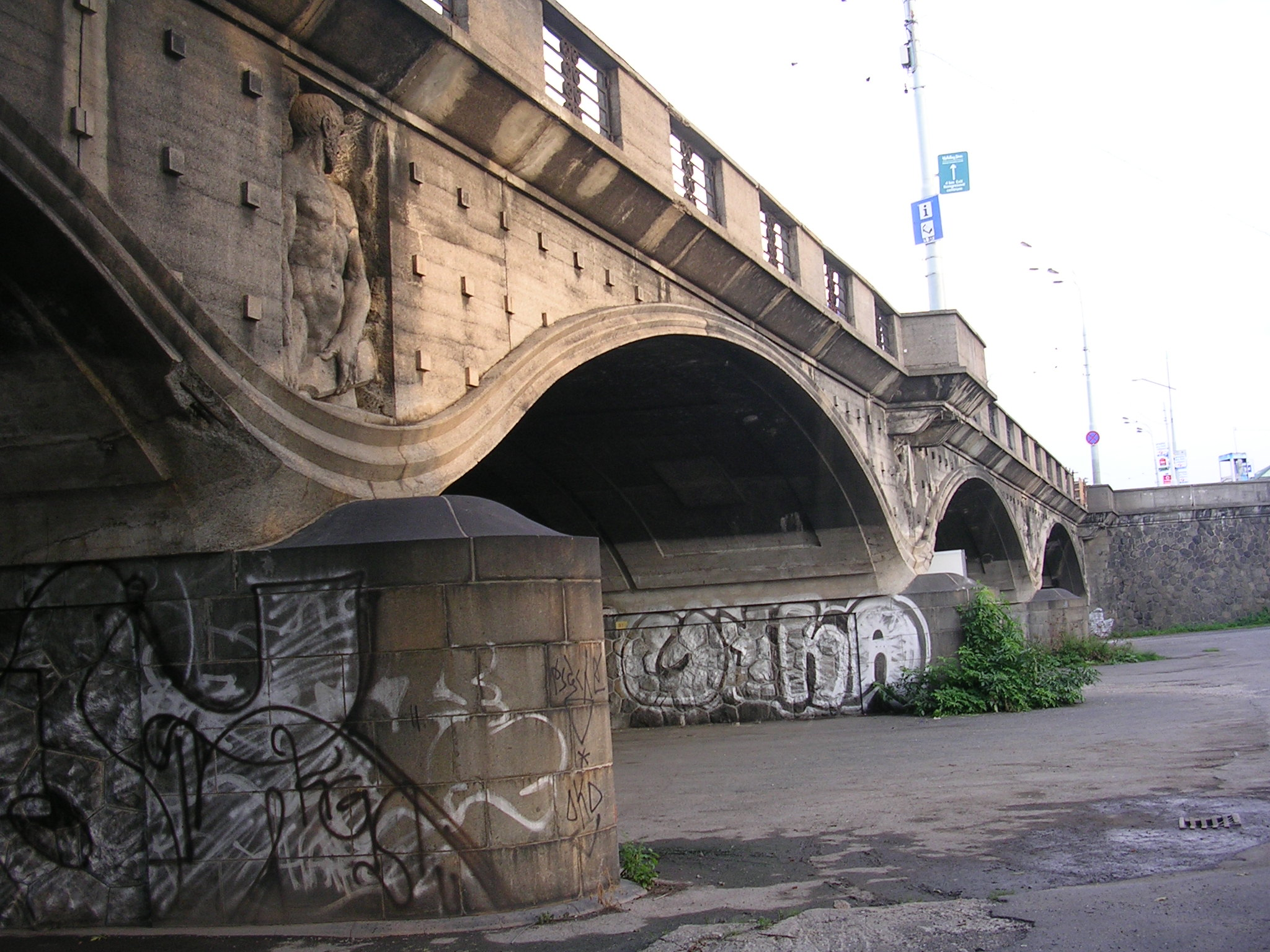
Hlávka-Brücke (1908–1912)

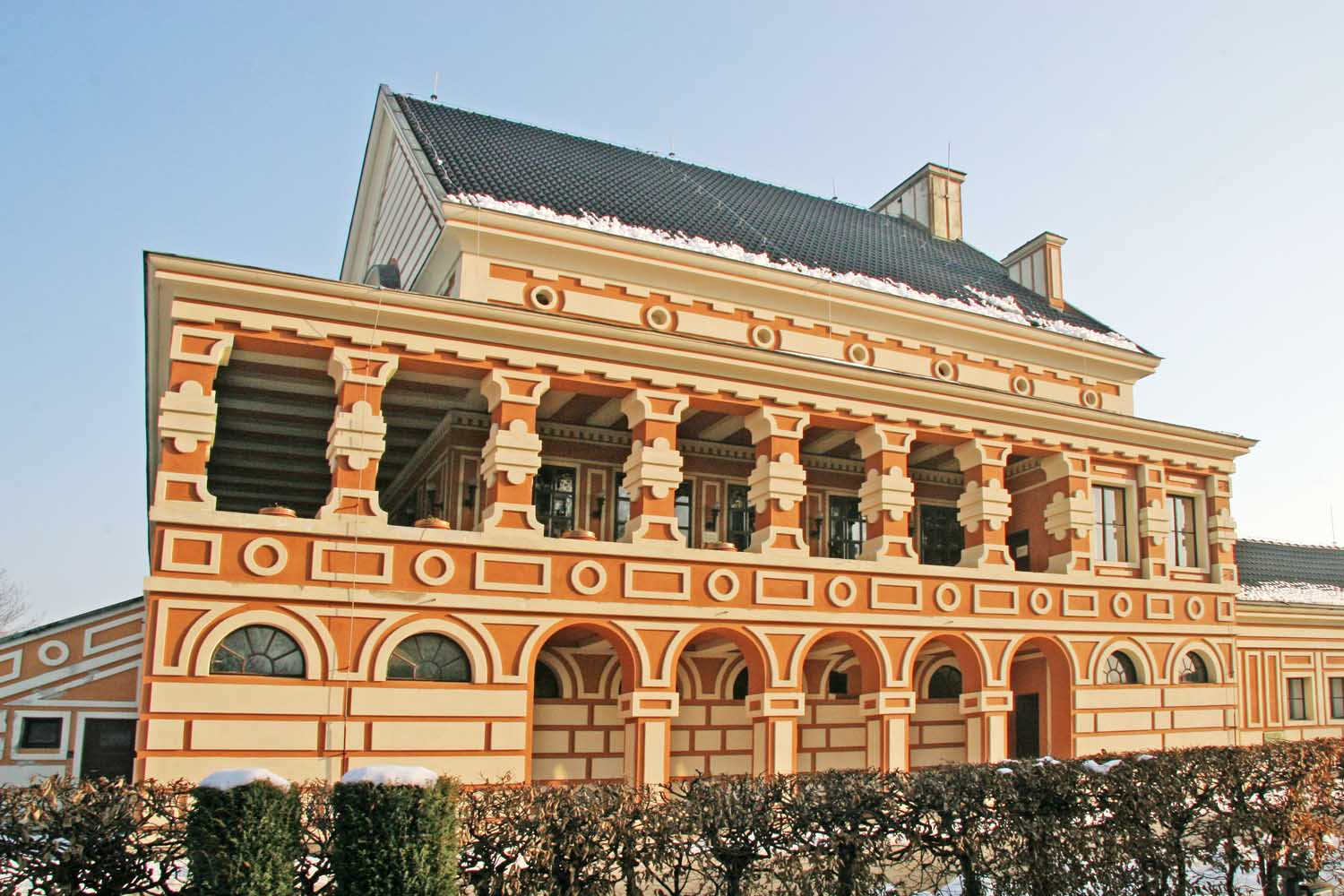
Krematorium Pardubice (1921–1923)

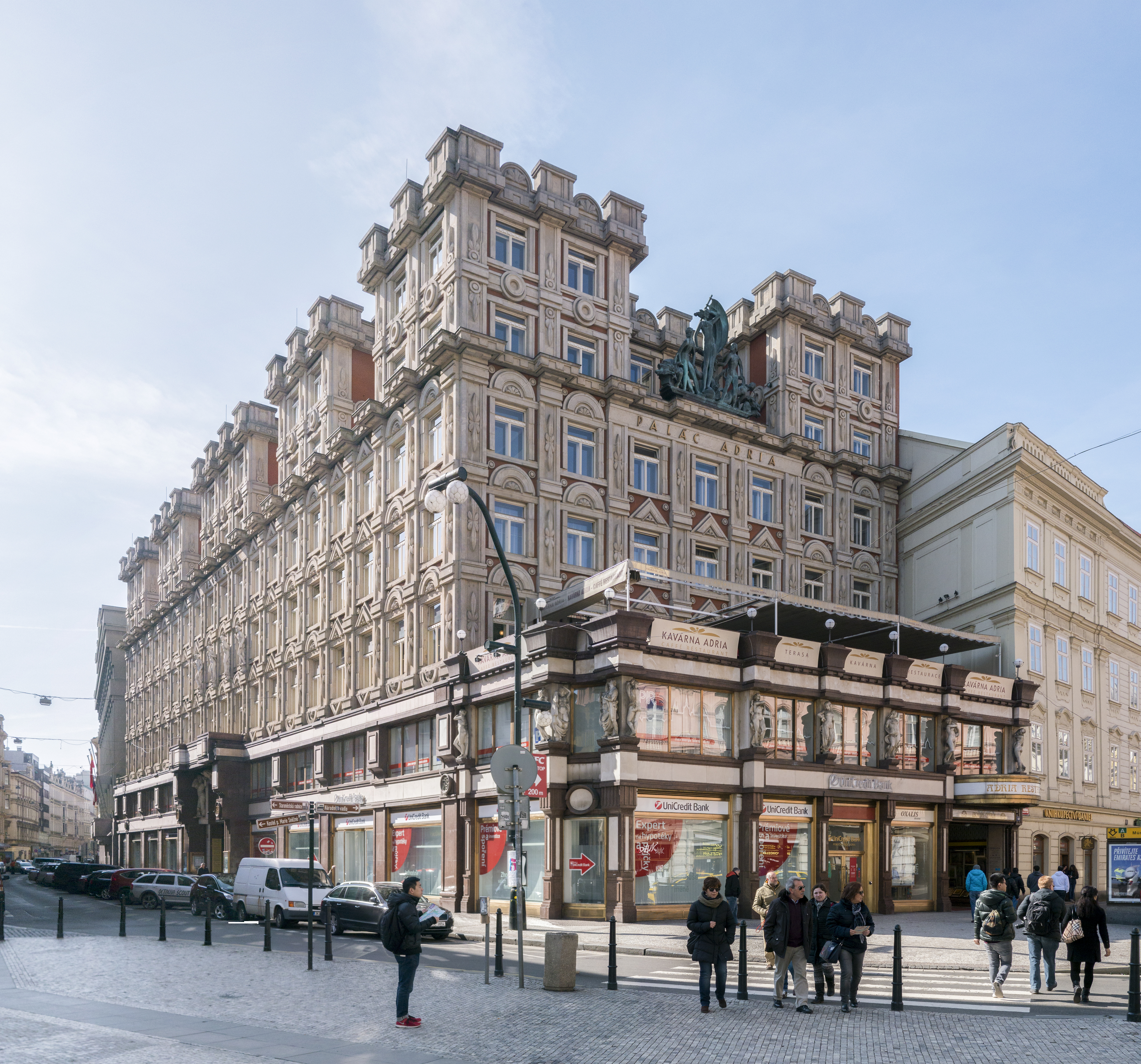
Adria-Palast (1922–1925)

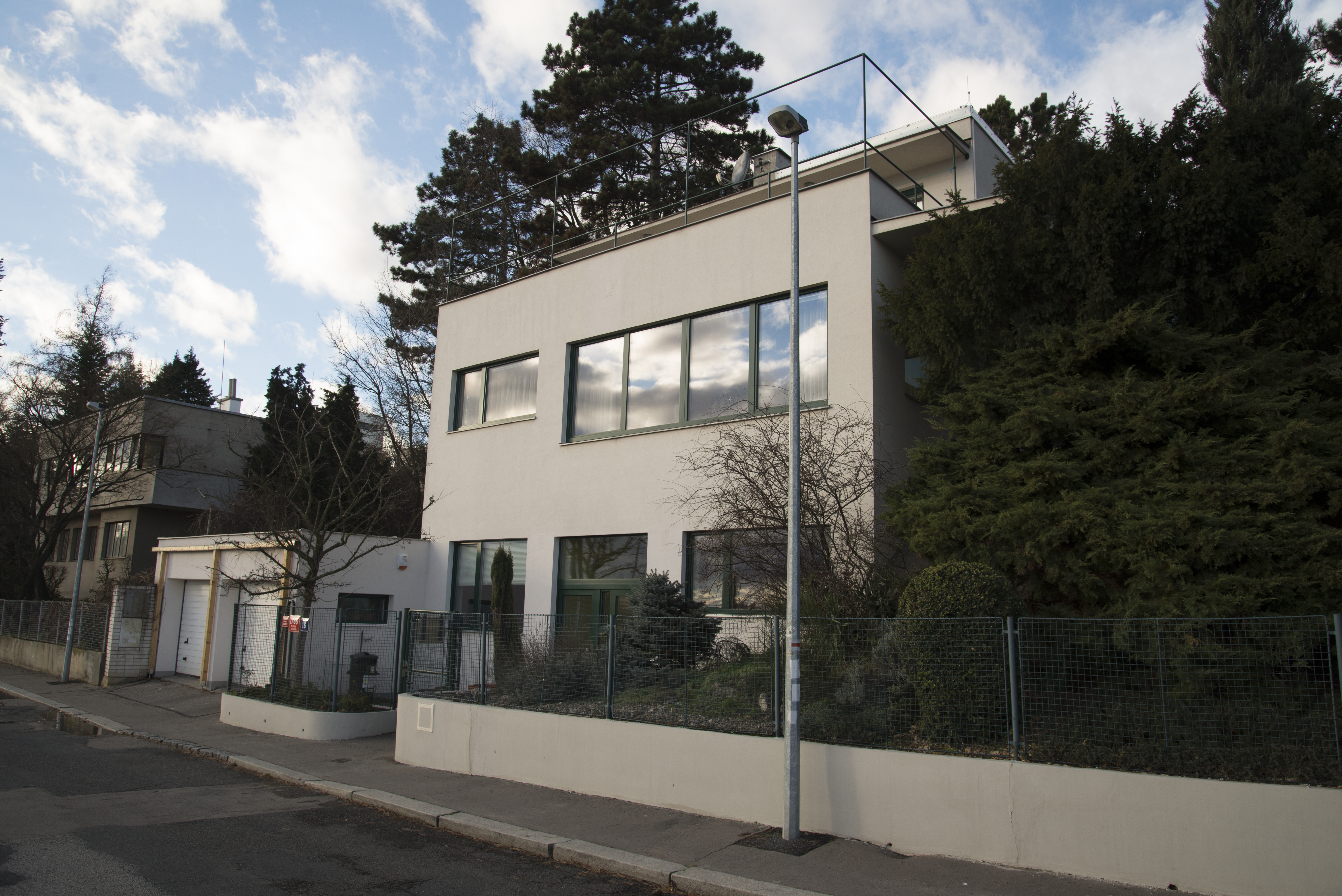
Haus Janák (1931–1932)

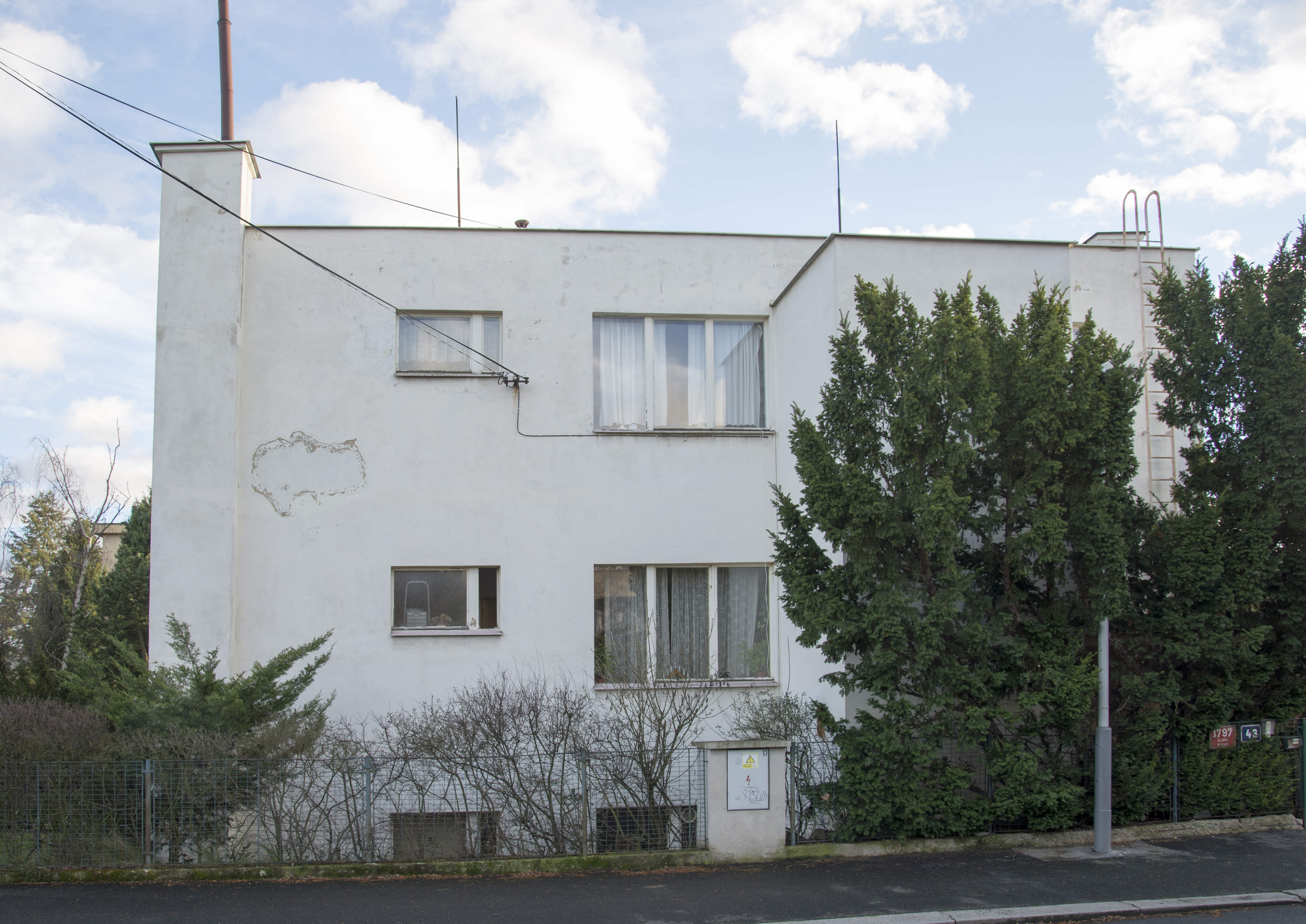
Villa Dovolil (1932)

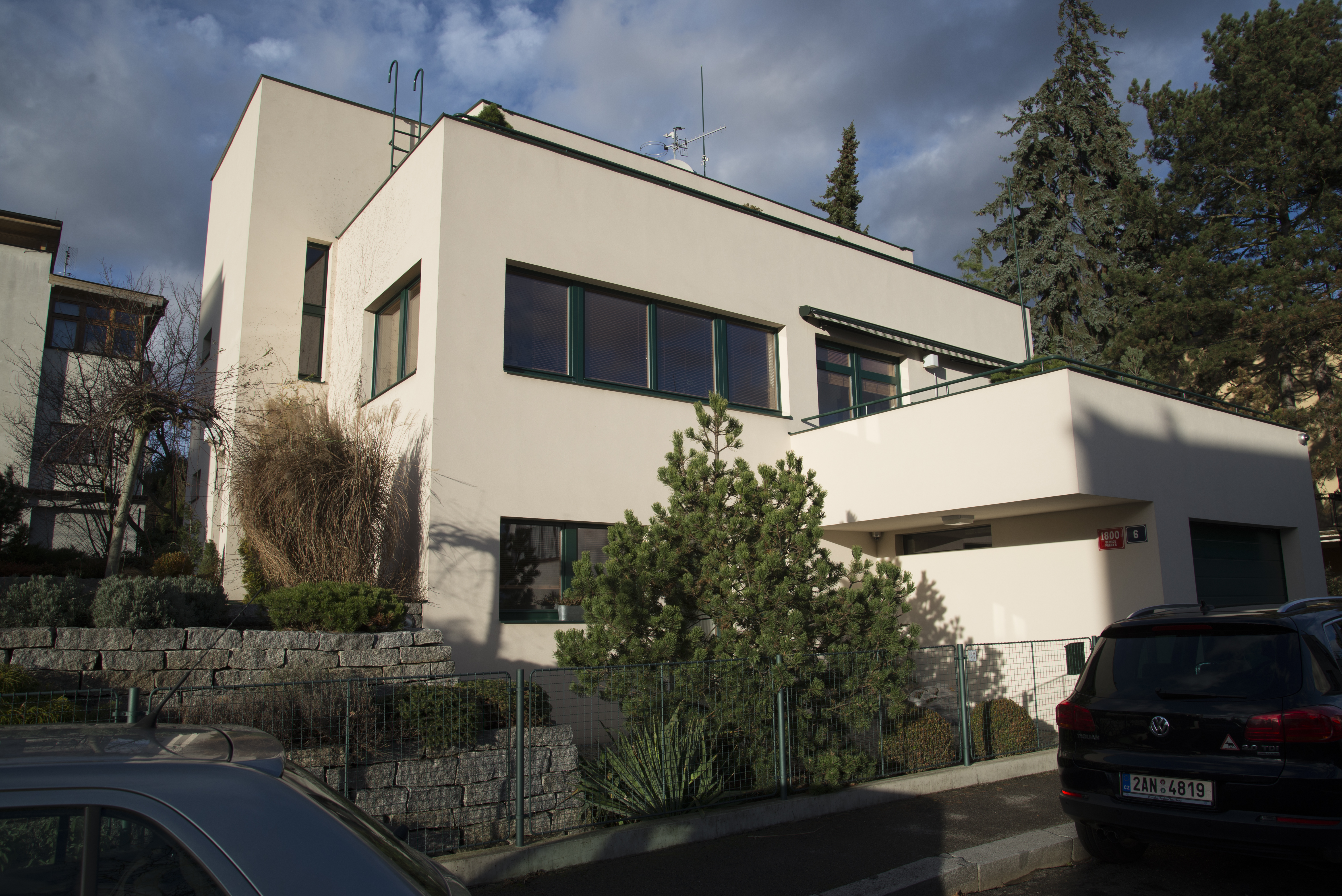
Villa Lindová (1933–1934)

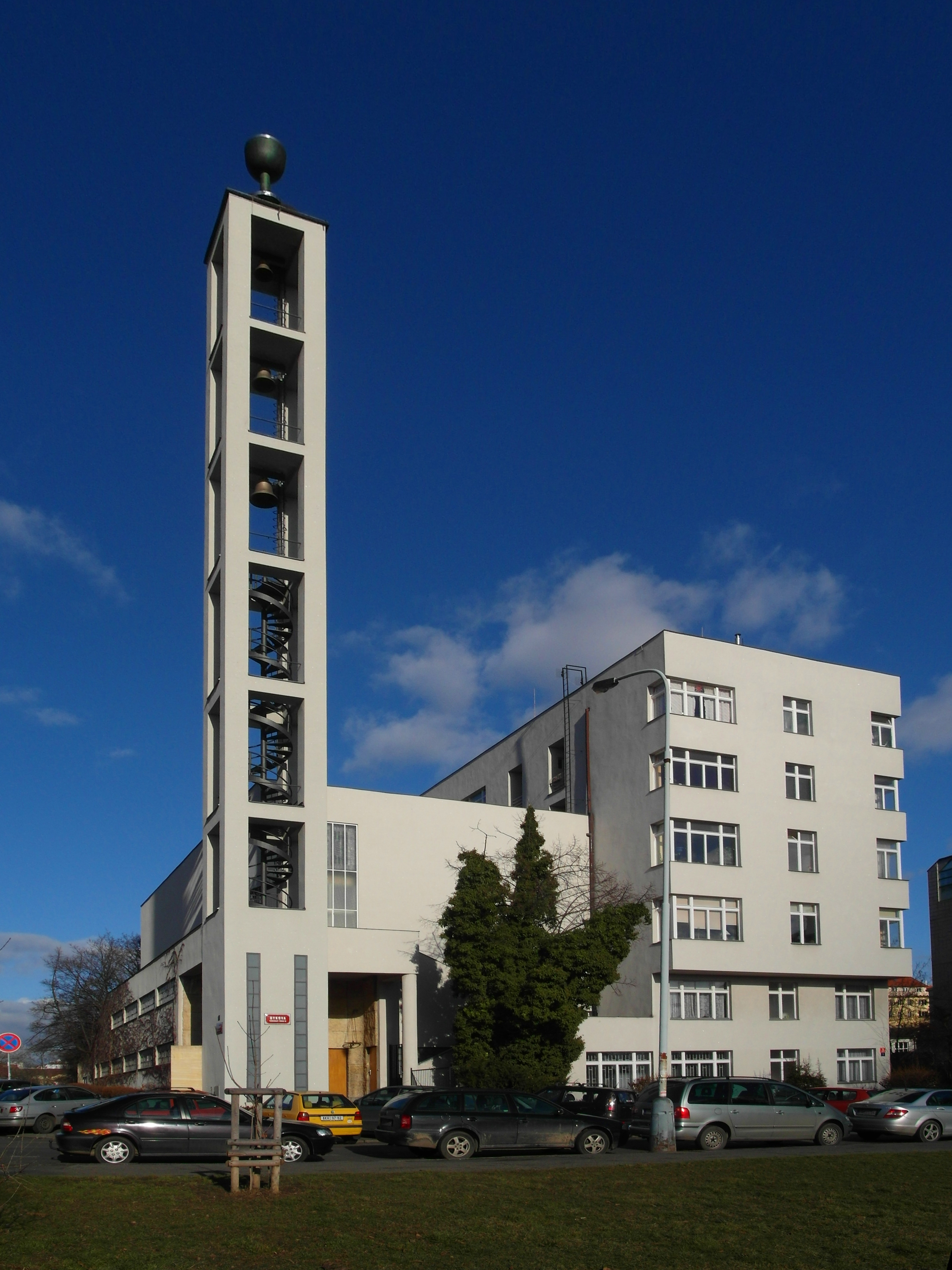
Gemeindehaus (1930–1935)

Pavel Janák (* 12. März 1882 in Prag; † 1. April 1956 ebenda) war ein tschechischer Architekt.

## Leben
In den Jahren von 1899 bis 1908 studierte Pavel Janák an der Tschechischen Hochschule in Prag, wo er auch den Unterricht von Josef Zítek am Deutschen Technikum besuchte. 1906 ging er nach Wien um bei Otto Wagner an der Akademie der bildenden Künste die Zeit des Studiums abzuschließen. Dabei kam es auch zu ersten Berührungen mit den Werken der Architekten Josef Hoffmann und Adolf Loos.
Nachdem Janák nach Prag zurückgekehrt war, war er im Büro von Jan Kotěra tätig und als Mitglied des Künstlervereins Mánes auch an der Gründung der Künstlergenossenschaft Artěl beteiligt. Dort beschäftigte er sich zusammen mit einer Gruppe von Kunsthandwerkern und Architekten wie Josef Gočár, Vlastislav Hofmann und Josef Chochol damit, einen in stilistischer Hinsicht eigenen tschechischen Formenkanon des Kubismus für Kunsthandwerk und Architektur zu entwickeln. Sowohl Bezüge zum böhmischen Barock als auch zu gotischen Bauwerken flossen in die Formensprache ein.
Als im Jahr 1911 verschiedene Mitglieder den Künstlerverband Mánes verließen, folgte auch Pavel Janák und es kam zur Gründung der „Gruppe bildender Künstler“ (Skupina výtvarných umelcu). Ein Jahr später war Pavel Janák, neben Gocár und Hofmann unter den Begründern der „Prager Kunstwerkstätte“ (PUD), die gegründet wurde, um die Gestaltung von Gebrauchskunst aus Keramik, Glas und Metall auf die kubistische Möbelproduktion auszudehnen. Ebenso war er 1914 an der Gründung des tschechischen Werkbundes beteiligt, in dem er 10 Jahre später den Vorsitz übernehmen sollte. Im Jahr 1913 wurde er und auch eine Reihe anderer tschechischer Künstler von Herwarth Walden zum Ersten Deutschen Herbstsalon nach Berlin eingeladen, wo er zwei Federzeichnungen zeigte, sowie eine Pastellzeichnung mit dem Entwurf des Umbaus des Rathauses von Deutsch Brod.
Nach dem Ersten Weltkrieg (1918) entwickelte Janák zusammen mit Gocár – aus dem Bemühen nach nationaler Identität in der Tschechoslowakischen Republik heraus – den „Nationalstil“. Ein wichtiges Werk aus dieser Zeit ist der Adria Palast (1922–1924) in Prag. 1921 wurde Pavel Janák an die Kunstgewerbeschule Prag berufen, wo er bis 1942 als Professor lehrte. Als Vorsitzender des tschechischen Werkbundes übernahm er 1928 die Rahmenplanung sowie die Planung einiger Gebäude der Musterhaussiedlung Baba. Ab der Mitte der 1930er Jahre wandte Janák sich immer mehr den Aufgaben des Denkmalschutzes zu, wobei er seinen Höhepunkt mit der Ernennung zum Hauptarchitekten der Prager Burg erfuhr. Durch sein Engagement auf diesem Gebiet prägte er den Umgang mit historischer Bausubstanz in der noch neuen Tschechoslowakischen Republik.

## Bauten
- 1908–1912: Hlávka-Brücke in Prag-Karlín
- 1909: Wettbewerb zur Fertigstellung des Altstädter Rathauses in Prag-Altstadt (Projekt)
- 1911–1912: Haus Jakubec in Jičín
- 1912: Neugestaltung der Südseite des Marktplatzes von Pelhřimov
- 1912: Haus Drechsel in Pelhřimov
- 1912–1913: Umbau des Rathauses in Deutschbrod (Projekt)
- 1913: Wettbewerb zur Errichtung des Žižka-Denkmals in Prag-Žižkov (Projekt)
- 1913–1915: Wasserwehr mit Wärterhaus in Předměřice nad Labem (1929 beim Hochwasser zerstört)
- 1919–1921: Reihenhaussiedlung „Kolonie der staatlichen Angestellten“ in Prag-Strašnice
- 1920–1921: Café Julis in Prag-Neustadt (zerstört)
- 1920–1921: Villa Dr. Picka in Jaroměř
- 1921–1923: Krematorium in Pardubice
- 1921–1922: Villa Horovský in Prag-Hodkovicky
- 1922–1925: Adria-Palast in Prag-Neustadt
- 1923–1924: Atelierhäuser in Prag-Ořechovka
- 1924–1925: Landwirtschaftsmuseum in Preßburg
- 1927–1930: Hotel Julis in Prag-Neustadt
- 1928–1934: Rahmenplanung für die Musterhaussiedlung Baba
- 1928–1936: Rekonstruktion und Erweiterung des Palais Czernin in Prag-Hradschinvorstadt
- 1930–1935: Gemeindehaus in Prag-Vinohrady
- 1931–1932: Villa Janák (Werkbundsiedlung Baba)
- 1932: Villa Dovolil (Werkbundsiedlung Baba)
- 1933–1934: Villa  Lindová (Werkbundsiedlung Baba)
- 1945: Rekonstruktion und Sanierung der Reitschule in Prag-Hradschinvorstadt
- 1946: Renovierung des Großen Ballhauses in Prag-Hradschinvorstadt
- 1949–1951: Umbau des Lustschlosses Hvězda in Prag-Horní Liboc
- 1953–1955: Sanierung und Erneuerung des Königlichen Lustschlosses in Prag-Hradschinvorstadt